# MosPrime Rate
MosPrime Rate, Moscow Prime Offered Rate — один из ведущих индикаторов денежного рынка России
. Представляет собой усреднённую ставку предоставления рублёвых кредитов (депозитов) на московском денежном рынке. Рассчитывается Национальной валютной ассоциацией (НВА) на основе ставок размещения рублёвых кредитов (депозитов), объявляемых ведущими участниками российского денежного рынка первоклассным финансовым институтам с мая 2005 года.
В соответствии с Положением о формировании индикативной ставки предоставления рублёвых кредитов (депозитов) на московском межбанковском рынке MosPrime Rate — Moscow Prime Offered Rate для расчёта используют ставки десяти (по состоянию на 01.09.2010) ведущих банков по депозитным операциям со сроками overnight, 1 неделя, 2 недели, 1, 2, 3 и 6 месяцев. Расчёт MosPrime Rate осуществляется каждый рабочий день в 12:30 по московскому времени. Банки-участники вносят свои котировки в систему Рейтер до 12:00 по московскому времени по состоянию на 11:45 московского времени. Величина ставки указывается в процентах годовых с точностью до двух знаков после запятой. Для расчёта берётся действительное число календарных дней в году — 365 или 366 дней. Если дата окончания депозита приходится на нерабочий день, то датой окончания депозита всегда считается следующий рабочий день.
Показатель MosPrime Rate публикуется каждый рабочий день в 12:30 (МСК) в системе Рейтер (страницы MOSPRIME1, MOSPRIME=) и на сайте НВА www.nva.ru.
К данному показателю банки «привязывают» плавающие процентные ставки по облигационным займам в рублях, коммерческие кредиты, ипотечные кредиты.
Показатель является индикатором уровня краткосрочных процентных ставок денежного рынка для рубля РФ. Международная Ассоциация Свопов и Деривативов (ISDA) признала MosPrime Rate в качестве справочной рублёвой процентной ставки в РФ 05 февраля 2008 года Впервые в истории российского финансового рынка Международная Ассоциация Свопов и Деривативов (International Swaps and Derivatives Association — ISDA) официально опубликовала определение индикативной ставки MosPrime Rate, ежедневно рассчитываемой Национальной Валютной Ассоциацией (НВА), признав её в качестве справочной рублёвой процентной ставки, рекомендованной для использования при операциях с рублёвыми финансовыми инструментами (в том числе деривативами) на мировых валютных и денежных рынках. С 2006 года MosPrime Rate внесён в ISDA Definitions.
30 июня 2023 года прекращён расчёт ставки MosPrime Rate.

## Участники
Список банков, участвующих в формировании MosPrime Rate, пересматривается Советом НВА не реже 1 раза в год, при этом каких-либо ограничений на повторное включение банка в указанный список не устанавливается. С 9 сентября 2015 года в список включены:
1. АО «АЛЬФА-БАНК»
2. Банк ВТБ ПАО
3. Внешэкономбанк
4. «Газпромбанк» (ПАО)
5. АО «Райффайзенбанк»
6. АО «Россельхозбанк»
7. ПАО Сбербанк России
8. АО «ЮниКредит Банк»